# نورنبرغ

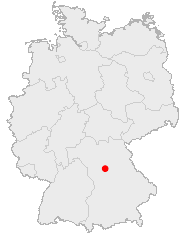
موقع نورنبيرغ على خريطة ألمانيا

نورنبيرغ (بالألمانية، Nürnberg) مدينة ألمانية في منطقة فرنكونيا بولاية بافاريا وعاصمة المنطقة الإدارية فرنكونيا الوسطى وتعد ثاني أكبر مدن ولاية بافاريا. يبلغ عدد سكانها ٥٤٠ ألف نسمة (٢٠٢٢ م). اشتهرت في التاريخ الحديث بسبب إقامة قوات التحالف المنتصرة في الحرب العالمية الثانية لسلسلة محاكمات للعسكريين الألمان البارزين من الحكم النازي المهزوم فيها عرفت فيما بعد بمحاكمات نورنبيرغ.

## الجغرافيا

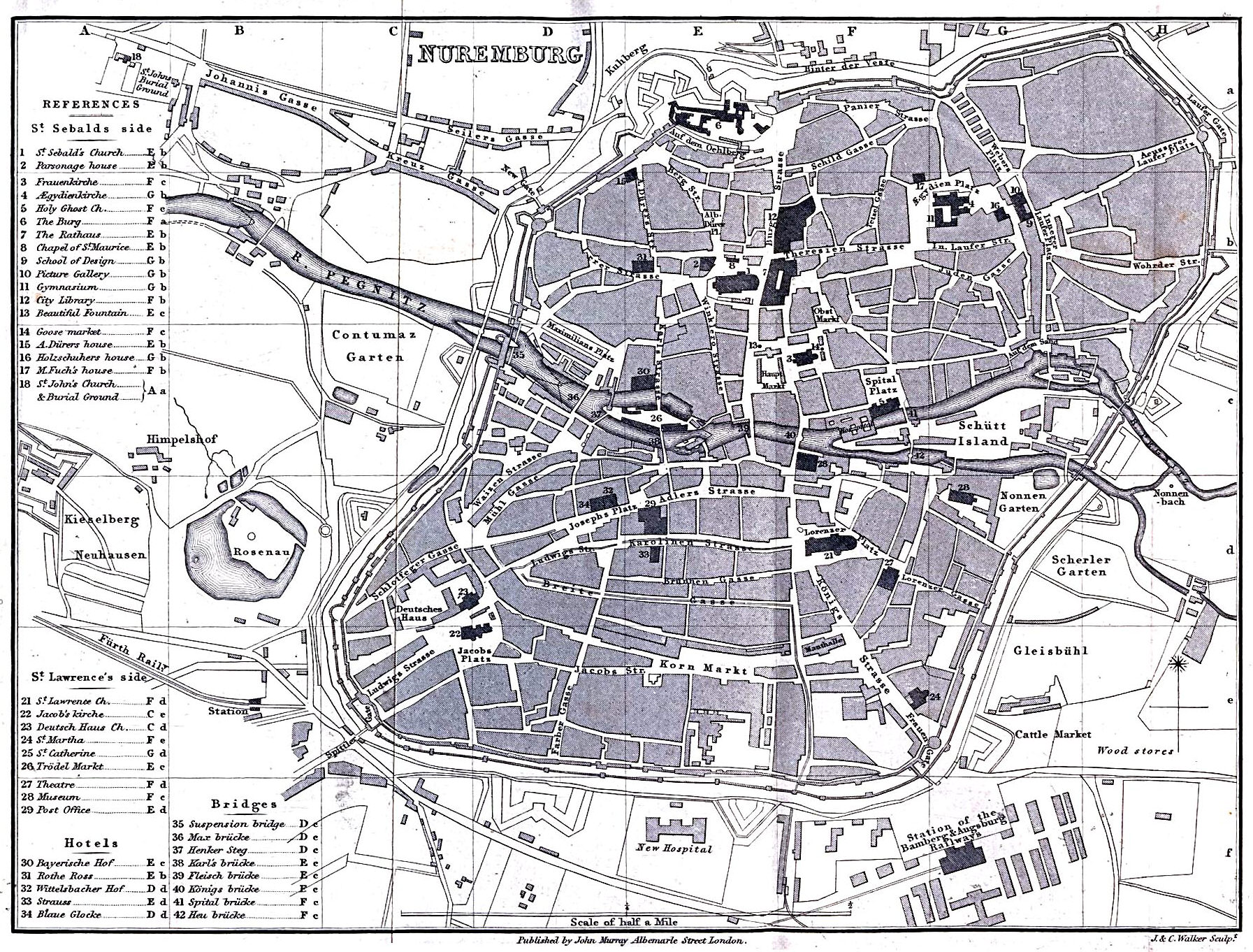
خريطة لنورنبيرغ في 1858

تقع نونبيرغ على ضفتي نهر بيغنيتز، الذي ينبع على بعد 80 كيلومترا شمال شرق المدينة. يخترق النهر المدينة من شرقها لغربها لمسافة 14 كيلومترا ويتفرع في مركز المدينة لقنوات عدة. يلتقي النهر بالقرب من مدينة فورت المجاورة بنهر ريدنيتز ليشكلا معا نهر ريغنيتز. تنتشر الأراضي الزراعية على ضفتي نهر البيغنيتز فعلى سبيل المثال يوجد في شمال نورنبيرغ منطقة مهمة لزراعة الخضروات تعرف تحت اسم «أرض الثوم». كما تقع سويسرا الفرانكية إلى الشمال من المدينة، وهي منطقة جبلية على ارتفاع قدره 600 متر فوق سطح البحر تعرف بطبيعتها الجميلة الشبيهة بطبيعة سويسرا.
تبلغ مساحة المدينة 186.38 كم مربع. تقع كل من مدينتي فورت في الغرب ومدينة شتاين في الجنوب الغربي ليشكلوا مجتمعين منطقة تجمع سكاني مهمة في شمال ولاية بافاريا. إلى جانب ذلك تقع مدينة إيرلانغن إلى الشمال من فورت. ترتفع نورمبيرغ إلى الشرق تدريجيا بعلو قدره 400 متر فوق سطح البحر. تم إعادة تقسيم المدينة إداريا في عام 1995 إلى 9 دوائر بدلا من التقسيم القديم الذي كان يحتوي 87 دائرة.
تتمتع نورمبيرغ بطقس معتدل مقارنة بمدن ألمانيا الأخرى، فهو ليس قاري وليس ساحلي. هناك رطوبة على مدار السنة، ذلك يعني بأن نسبة هطول الأمطار أعلى من نسبة تبخر المياه. معدل درجة الحرارة يبلغ -1.4 درجة مئوية في شهر كانون الثاني/يناير و18 درجة مئويا في شهر آب/أغسطس. على الرغم من ذلك قد تصل درجة الحرارة في الصيف لحد 35 درجة مئوية.

## التاريخ

شعار المدينة

نمت المدينة بين 1050 و1571 وأصبحت مركزا تجاريا. اعتبرت أحيانا كعاصمة غير رسمية للامبراطورية الرومانية المقدسة، خاصة بسبب الرايخستاغ وقلعة نورنبيرغ، حيث كانت تمثل هذه المنشئات مراكز إدارية مهمة في الإمبراطورية. في عام 1219 أصبحت مدينة إمبراطورية حرة تحت إمرة الإمبراطور فريديريك الثاني. غدت كل من نورنبيرغ وأوغسبورغ كمحطتان تجاريتان مهمتان بين إيطاليا وشمال أوروبا. قبلت نوربيرغ في 1525 بالإصلاح البروتستانتي وفي 1532 وقعت فيها معاهدة سلام نورنبيرغ الدينية، التي من خلالها انتزع اللوثريون مكاسب سياسية. سقطت نورنبيرغ عام 1632 في أيدي القوات الإمبراطورية الكاثوليكة من قبضة القوات البروتستانتينية بقيادة الملك غوستاف الثاني أدولف السويدي. فقدت المدينة أهميتها في العقود اللاحقة حتى القرن التاسع عشر وآلت إدارتها إلى ولاية بافاريا بعد انهيار الإمبراطورية. افتتح أول خط سكة حديدية بينها وبين مدينة فورت المجاورة في 1835.
اختارها الحزب النازي الألماني كمركزا لنشاطاته واحتفالاته بين عامي 1927 و1938، ذلك لتاريخها العريق المرتبط بالإمبراطورية المقدسة وموقعها في وسط ألمانيا. بعد وصول هتلر للسلطة، أصبحت احتفالات نورنبيرغ السنوية جزءا لا يتجزأ من سياسة البروباغاندا النازية. ما زالت هناك عمارات نازية تدل على أهمية المدينة في العهد النازي. أثناء الحرب العالمية الثانية كانت نورنبيرغ مقر الدائرة العسكرية الثامنة، التي عرفت كمركز مهم للصناعات العسكرية الثقيلة. دمرت معظم أجزاءها في الحرب إلى أن سقطت كمثيلاتها من المدن الألمانية في 1945. بدأت القوات الجوية للتحالف بهجوم مركز في 2 يناير 1945 مما أدى إلى تدمير 90% من وسط المدينة التاريخي في أقل من ساعة وإلى ترحيل مئة ألف ومقتل حوالي 1800 شخص. تبع ذلك هجومات أخرى في شهر فبراير. قتل ما مجموعه 6000 شخص من سكان المدينة أثناء الحرب. أعيد بناء أجزاء كبيرة من المدينة بعد الحرب.
بعد انتهاء الحرب، اختارتها قوات التحالف بقيادة الولايات المتحدة الأمريكية كمكان لإقامة محاكمات عسكرية للقادة النازيين الباقين على الحياة عرفت لاحقا بمحاكمات نورنبيرغ.

## أهم المعالم

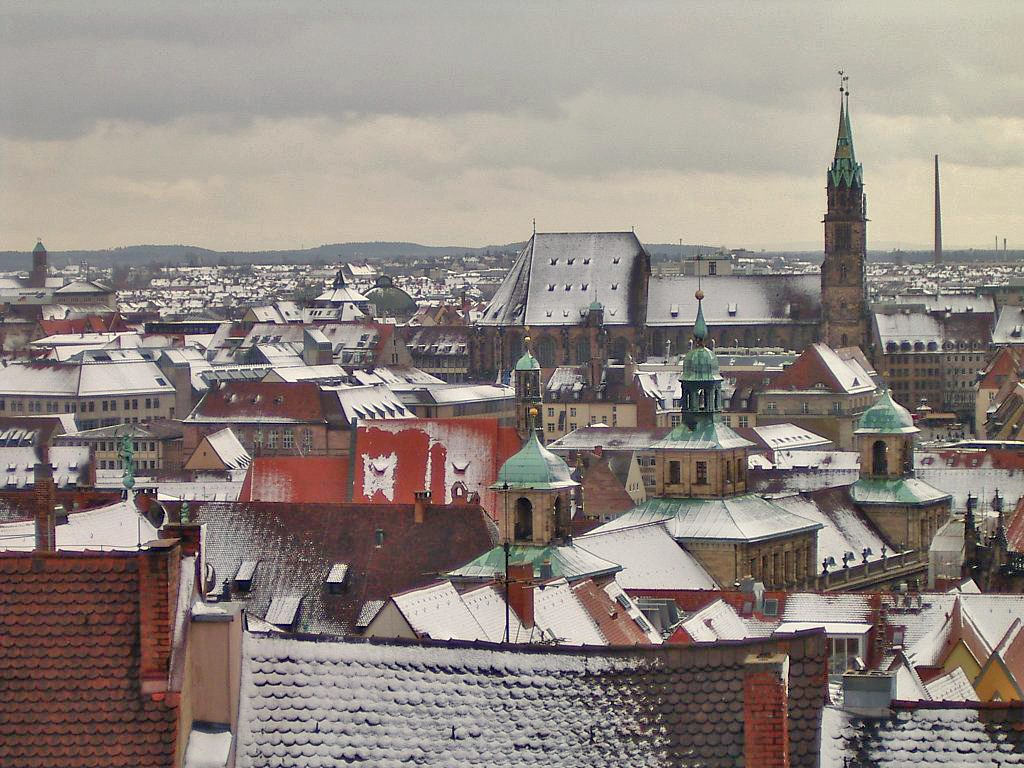
منظر لنوربيرغ في الشتاء من قلعة القيصر

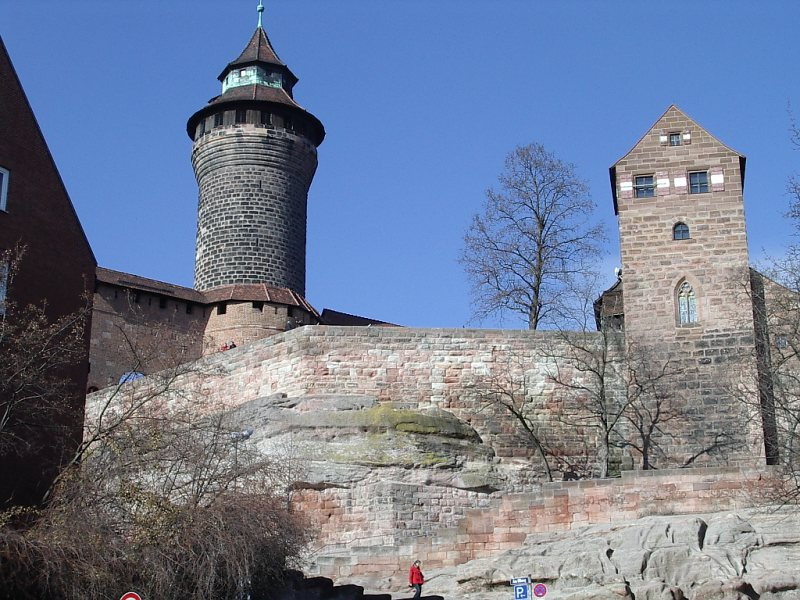
قلعة القيصر

- قلعة القيصر (Kaiserburg): هي عبارة عن ثلاثة قلاع تقع في وسط المدينة القديم على تلة مرتفعة نسبيا مطلة على المدينة
- مستشفى الروح القدس (Heilig-Geist-Spital): تقع على ضفة نهر بيغنيتز. أسست 1332 وكانت في وقتها أحد أكبر مستشفيات الإمبراطورية المقدسة.
- السوق الرئيسي (Hauptmarkt): به عدة معالم رئيسية وكنائس تاريخية.
- كنيسة القديس لورينتس (st Lorenz-Kirche): بنيت بين 1270-1350 على طراز غوتي وتعد أهم بناء في المدينة.

## أبرز من انجبتهم المدينة
- كيت ستروبل